# Leonardo Zanier
Leonardo Zanier (Comeglians, 10 settembre 1935 – Riva San Vitale, 29 aprile 2017) è stato un sindacalista, politico, poeta ed educatore italiano.

## Biografia
Nato in Carnia, a Maranzanis di Comeglians, nel Friuli montano, si diplomò perito industriale e, ancora giovane, seguì il padre in Marocco per lavorare nei cantieri edili. Negli anni Sessanta emigrò in Svizzera, stabilendosi a Zurigo, dove si avvicinò alle Colonie libere italiane, associazioni antifasciste fondate nel 1943 per la tutela dei diritti degli emigrati. In breve tempo divenne responsabile culturale dell’organizzazione, distinguendosi per capacità organizzative e visione politica.
Nel 1970 fondò ECAP Svizzera, ente di formazione professionale ispirato all’esperienza italiana dell’ECAP-CGIL, con l’obiettivo di rafforzare la posizione contrattuale degli emigrati attraverso l’istruzione. Nello stesso anno guidò il fronte italiano contro il referendum xenofobo promosso da James Schwarzenbach, opponendosi con fermezza alle derive populiste e razziste.
Zanier fu presidente della Federazione delle Colonie libere italiane e segretario del COOP-SIND, organismo della CGIL e della Lega delle Cooperative. La sua attività sindacale fu sempre accompagnata da un forte impegno culturale e politico, volto a promuovere l’integrazione e la dignità degli emigrati italiani.
Parallelamente, Zanier sviluppò una significativa attività letteraria, scrivendo in lingua friulana. Il suo esordio poetico avvenne nel 1964 con Libers… di scugnî lâ, opera che denunciava le condizioni degli emigranti e la perdita delle radici culturali. La sua poesia, spesso orale e performativa, si caratterizzava per l’uso della lingua friulana come strumento di resistenza e identità. Dopo il terremoto del Friuli del 1976, Zanier si fece promotore del rilancio della Carnia attraverso il concetto di albergo diffuso, un modello di turismo sostenibile che valorizzava il patrimonio architettonico e sociale locale. Questo progetto fu sostenuto anche da fondi europei e divenne un esempio replicato in altre aree rurali italiane.
Nel corso della sua vita, mantenne un forte legame con la sua terra d’origine, che celebrò e difese sia attraverso l’azione politica sia con la scrittura. Le sue opere furono pubblicate anche da importanti editori come Garzanti, raggiungendo un pubblico più ampio in Italia e in Svizzera.

## Produzione poetica
La produzione poetica di Leonardo Zanier si distingue per l’uso consapevole e militante della lingua friulana, impiegata come strumento di resistenza culturale e di affermazione identitaria. La sua opera più celebre, Libers… di scugnî lâ (1964), è una raccolta di poesie che racconta l’esperienza dell’emigrazione friulana, con toni ora lirici, ora polemici, sempre profondamente legati alla realtà sociale e politica del tempo.
Zanier concepiva la poesia come un mezzo per dare voce agli ultimi, agli emigranti, ai lavoratori sfruttati. La sua scrittura è fortemente orale, pensata per essere letta ad alta voce, condivisa nelle assemblee e nei circoli culturali. Il dialetto carnico, lungi dall’essere un vezzo localistico, diventa così lingua della lotta e della memoria.
Dopo il terremoto del Friuli del 1976, la sua poesia assume anche una funzione di elaborazione collettiva del trauma, contribuendo a rafforzare il senso di comunità e a stimolare una riflessione critica sulla ricostruzione e sul futuro del territorio.
Nel corso della sua vita, Zanier ha pubblicato numerose raccolte, spesso autoprodotte o edite da piccole case editrici, ma anche riprese da editori nazionali come Garzanti e Mondadori. La sua voce poetica è stata riconosciuta come una delle più autentiche e incisive del panorama letterario friulano contemporaneo.

## Pubblicazioni
- Libers... di scugnî lâ. Poesie 1960-1962, Garzanti, Milano, 1977
- Sboradura e sanc, Nuova Guaraldi, Firenze, 1981
- Camun di Dimpeç, Martinis "Le parole gelate", Roma, 1989
- Cjermins Grenzsteine Mejniki Confini. Poesie 1970-1980 (cu la prefazion di Rienzo Pellegrini) Mittelcultura, Udine, 1992
- Il câli, poesie 1981-1987, Ribis, Udin, 1993
- Usmas, poesie 1988-1990, Casagrande, Bellizona, 1994
- Storia del friuli carnico e resistenza friulana, Aviano, 1996
- Licôf, poesie 1990-1992, Edizioni Biblioteca dell'immagine, Pordenone, 1995
- Carnia Kosakenland Kazackaja Zemlja. Storiutas di fruts ta guera. Racconti di ragazzi in guerra (cu la prefazion di Mario Rigoni Stern) Mittelcultura, Udine, 1995, 1996
- "Linia dreta" Storiuta cjargnela par durmî, Ed. Urban Center ONLUS Avrîl 2006